# Gilberto Gómez González
Gilberto Gómez González (ur. 12 lutego 1952 w Albeos) – hiszpański duchowny rzymskokatolicki posługujący w Peru, od 2009 biskup Abancay.

## Życiorys
Święcenia kapłańskie przyjął 14 września 1975 i został inkardynowany do diecezsji Tui-Vigo. Przez dziesięć lat pracował w miejscowym niższym seminarium, po czym wyjechał na misje do Peru i rozpoczął pracę duszpasterską w diecezji Abancay. W latach 1986–1992 był rektorem niższego seminarium w Abancay, zaś w latach 1992-2001 był wicerektorem i rektorem wyższego seminarium w tymże mieście.

### Episkopat
22 grudnia 2001 papież Jan Paweł II mianował bo biskupem pomocniczym Abancay i biskupem tytularnym Mozotcori. Sakry biskupiej udzielił mu 16 marca 2002 ówczesny ordynariusz tejże diecezji, bp Isidro Sala Ribera.
20 czerwca 2009 został mianowany następcą bp. Ribeiry na stolicy w Abancay.